# Trofeo Matteotti 1976
Il Trofeo Matteotti 1976, trentunesima edizione della corsa, si svolse il 25 luglio 1976 su un percorso di 230,4 km. La vittoria fu appannaggio dell'italiano Francesco Moser, che completò il percorso in 6h13'48", precedendo i connazionali Pierino Gavazzi ed Enrico Paolini.

## Ordine d'arrivo (Top 10)
| Pos. | Corridore        | Squadra            | Tempo    |
| ---- | ---------------- | ------------------ | -------- |
| 1    | Francesco Moser  | Sanson             | 6h13'48" |
| 2    | Pierino Gavazzi  | Jollj Ceramica     | s.t.     |
| 3    | Enrico Paolini   | Scic-Fiat          | s.t.     |
| 4    | Marcello Osler   | Brooklyn           | a 0'38"  |
| 5    | Italo Zilioli    | Furzi-Vibor        | s.t.     |
| 6    | Alessio Antonini | Jollj Ceramica     | s.t.     |
| 7    | Johan De Muynck  | Brooklyn           | s.t.     |
| 8    | Fabrizio Fabbri  | Bianchi-Campagnolo | s.t.     |
| 9    | Walter Riccomi   | Scic-Fiat          | s.t.     |
| 10   | Marcello Bergamo | Jollj Ceramica     | s.t.     |